# Indianapolis Colts 1994
La stagione 1994 degli Indianapolis Colts è stata la 41ª della franchigia nella National Football League, la 11ª con sede a Indianapolis. I Colts conclusero con un record di 8 vittorie e 8 sconfitte, chiudendo al terzo posto dell'AFC East e mancando l'accesso ai  playoff per il settimo anno consecutivo. 

## Roster
| Roster degli Indianapolis Colts nel 1993 |
| --- |
| Quarterback - 12 Jim Harbaugh - 7 Don Majkowski - 18 Browning Nagle Running Back - 26 Dewell Brewer - 28 Marshall Faulk - 25 Ronald Humphrey - 42 Roosevelt Potts FB - 44 Ed Toner - 21 Lamont Warren Wide Receiver - 80 Aaron Bailey - 87 Sean Dawkins - 84 Mark Jackson - 86 Brian Stablein - 85 Floyd Turner Tight End - 88 Kerry Cash - 81 Carlos Etheredge Offensive Linemen - 69 Randy Dixon G - 63 Kirk Lowdermilk C - 74 Jason Mathews T - 73 Zefross Moss T - 65 Eric Mahlum G - 79 Joe Staysniak G - 67 Will Wolford T Defensive Linemen - 56 Tony Bennett DE - 90 Steve Emtman DE - 75 Cecil Gray DE - 78 Jon Hand DE - 72 Garry Howe DT - 61 Tony McCoy DT - 93 Freddie Joe Nunn DE - 92 Tom Sims NT - 98 Tony Siragusa NT - 95 Bernard Whittington DE Linebacker - 51 Trev Alberts OLB - 53 Paul Bucherar - 55 Quentin Coryatt OLB - 54 Jeff Herrod ILB - 57 Devon McDonald OLB - 97 Scott Radecic ILB - 52 Brian Ratigan Defensive Back - 33 Ashley Ambrose CB - 29 Jason Belser FS - 34 Ray Buchanan CB - 39 John Covington - 38 Eugene Daniel CB - 30 Derwin Gray SS - 23 Leonard Humphries - 32 Robert O'Neal - 49 David Tate SS - 36 Damon Watts CB Special Team - 83 Bradford Banta LS - 4 Dean Biasucci K - 3 Rohn Stark P Squadra di allenamento - 11 Paul Justin - -- Lance Teichelman DT |
| Legenda - I rookie sono in corsivo. - Il primo ruolo è il principale mentre gli eventuali successivi indicano i ruoli secondari. - (IR) sta per Injured Reserve ed indica la lista ristretta per un solo giocatore infortunato che può tornare ad allenarsi dopo la settimana 6 e a rientrare in prima squadra dopo che questa ha giocato 8 partite. - (NF-Inj.) / (NF-Ill.) stanno rispettivamente per Non-Football Injured e Non-Football Illness ed indicano le liste dove viene inserito un giocatore che ha un infortunio o una malattia non dipendente dal football americano. - (PUP) sta per Physically Unable to Perform ed indica la lista dove viene inserito un giocatore mentre è in attesa di recuperare la condizione fisica. Nella stagione regolare dopo la sesta partita giocata dalla propria squadra, il giocatore ha tempo tre settimane per riprendere ad allenarsi, più tre settimane aggiuntive dal suo rientro agli allenamenti per rientrare in prima squadra. |

Fonte:

## Calendario
| Stagione regolare |                    |                         |                    |                    |                      |                    |                    |
| Turno             | Data               | Avversario              | Risultato          | Record             | Stadio               | Pubblico           |                    |
| 1                 | 4 settembre 1994   | Houston Oilers          | V 45–21            | 1–0                | Hoosier Dome         | 47,372             |                    |
| 2                 | 11 settembre 1994  | at Tampa Bay Buccaneers | S 10–24            | 1–1                | Tampa Stadium        | 36,631             |                    |
| 3                 | 18 settembre 1994  | at Pittsburgh Steelers  | S 21–31            | 1–2                | Three Rivers Stadium | 54,040             |                    |
| 4                 | 25 settembre 1994  | Cleveland Browns        | S 14–21            | 1–3                | Hoosier Dome         | 55,821             |                    |
| 5                 | 2 ottobre 1994     | Seattle Seahawks        | V 17–15            | 2–3                | Hoosier Dome         | 49,876             |                    |
| 6                 | 9 ottobre 1994     | at New York Jets        | S 6–16             | 2–4                | The Meadowlands      | 64,934             |                    |
| 7                 | 16 ottobre 1994    | at Buffalo Bills        | V 27–17            | 3–4                | Rich Stadium         | 79,404             |                    |
| 8                 | 23 ottobre 1994    | Washington Redskins     | S 27–41            | 3–5                | Hoosier Dome         | 57,879             |                    |
| 9                 | 30 ottobre 1994    | New York Jets           | V 28–25            | 4–5                | Hoosier Dome         | 44,350             |                    |
| 10                | 6 novembre 1994    | at Miami Dolphins       | S 21–22            | 4–6                | Joe Robbie Stadium   | 71,158             |                    |
| 11                | Settimana di pausa | Settimana di pausa      | Settimana di pausa | Settimana di pausa | Settimana di pausa   | Settimana di pausa | Settimana di pausa |
| 12                | 20 novembre 1994   | at Cincinnati Bengals   | V 17–13            | 5–6                | Riverfront Stadium   | 55,566             |                    |
| 13                | 27 novembre 1994   | New England Patriots    | S 10–12            | 5–7                | Hoosier Dome         | 43,839             |                    |
| 14                | 4 dicembre 1994    | at Seattle Seahawks     | V 31–19            | 6–7                | Kingdome             | 39,574             |                    |
| 15                | 11 dicembre 1994   | at New England Patriots | S 13–28            | 6–8                | Foxboro Stadium      | 57,656             |                    |
| 16                | 18 dicembre 1994   | Miami Dolphins          | V 10–6             | 7–8                | Hoosier Dome         | 58,867             |                    |
| 17                | 24 dicembre 1994   | Buffalo Bills           | V 10–9             | 8–8                | Hoosier Dome         | 38,458             |                    |

## Classifiche
| AFC East                 |    |    |   |      |     |     |     |
|                          | V  | S  | P | %    | PF  | PS  | STR |
| (3) Miami Dolphins       | 10 | 6  | 0 | .625 | 389 | 327 | V1  |
| (5) New England Patriots | 10 | 6  | 0 | .625 | 351 | 312 | V7  |
| Indianapolis Colts       | 8  | 8  | 0 | .500 | 307 | 320 | V2  |
| Buffalo Bills            | 7  | 9  | 0 | .438 | 340 | 356 | S3  |
| New York Jets            | 6  | 10 | 0 | .375 | 264 | 320 | S5  |

## Premi
- Marshall Faulk:

rookie offensivo dell'anno